# Powiat Iishi
Powiat Iishi (jap. 飯石郡 Iishi-gun) – powiat w Japonii, w prefekturze Shimane. W 2024 roku liczył 4325 mieszkańców.

## Miejscowości
- Iinan